# 馮孜 (天順進士)
馮孜（1431年—？年），字師虞，四川順慶府南充縣人，軍籍，治《詩經》。

## 生平
五月初三日生，行一，由國子生中式四川鄉試第四十一名舉人，會試中式第二百名。年二十七歲中式天順元年丁丑科第二甲第八十五名進士。成化三年（1467年）接替郑时任延平府知府一职，成化六年（1470年）與邵武府知府盛颙對調。

## 家族
曾祖馮義華；祖馮重山；父馮林；母高氏。具慶下，妻謝氏，弟祥。